# 馬灣 (選區)
馬灣（英語：Ma Wan，代號K11）是香港荃灣區議會下轄的選區，2015年設立，2023年取銷，末任區議員為新民主同盟前成員譚凱邦。

## 範圍及名稱
選區位於荃灣區的外飛地，包括馬灣全島及大嶼山東北部，人口以馬灣島上居民為主，名稱亦由此而來，投票站設於中華基督教會基慧小學(馬灣)。值得留意的是由於香港迪士尼度假區所在的竹篙灣環跨本區及離島區的愉景灣選區，是少數環跨兩區的設施。大嶼山部分北面與深井及青龍頭的荃灣郊區選區隔海相望，南面亦與大嶼山選區相連，東面則以青馬大橋連接青衣。

## 沿革
1982年區議會選舉的荃灣區議會設有荃灣郊區選區，範圍包括青山公路汀九段至青龍頭段一帶、大嶼山東北部及馬灣，更包括荃錦公路川龍一帶。當時大嶼山東北部及馬灣只有街渡連接青龍頭，故此直至現時大嶼山東北部及馬灣都由荃灣所管轄，選舉由無黨派的傅元洪自動當選。1985年區議會選舉，傅元洪以920票打敗何恩仁的277票而連任。1988年區議會選舉，傅元洪未有爭取連任，選舉只有於深井開設陳記燒鵝的陳偉明報名，故此陳氏自動當選。
1991年及1994年區議會選舉，由於只有陳偉明參選，故此陳氏一直連任，當中區內的私人屋苑於九十年代初落成，促使人口持續增加，1994年時選區縮小到雙仙灣至海美灣之間。
1999年區議會選舉，由於位於深井西面的浪翠園陸續落成，區內人口倍增，第一代荃灣郊區選區改劃為東西兩區，當中浪翠園與青龍頭、大嶼山東北部及馬灣劃為荃灣郊區西，而青山公路自海安路交界起至深井村則劃為荃灣郊區東，而荃錦公路川龍一帶則劃入荃威選區。荃灣郊區西方面選舉由蔡成火及陳世傑參選，結果由蔡以697票多於陳的499票當選，而陳偉明則於荃灣郊區東成功連任。
2003年區議會選舉，荃灣郊區西只有蔡成火參選，故此蔡氏自動當選。2007年區議會選舉，基於馬灣島上的珀麗灣發展完成，吸引珀麗灣居民參選，爭取連任的蔡成火與三名參選人爭奪，包括與街坊工友服務處友好的曾文典、獨立參選的黎國光和自由黨派出的施傑，四人得票相近，最終蔡成火得票不足三分一之下，以百餘票之差擊敗曾文典連任。
2011年區議會選舉，蔡成火未有參選，結果曾文典以六成得票打敗新民黨的李摩西及獨立的黃楊慕蓮當選。
2015年區議會選舉，選管會以荃灣西站周邊及馬灣地區人口比基準多而重劃附近的選區，馬灣選區由原有的荃灣郊區西內的馬灣全島及大嶼山東北部改劃而成。議席由爭取連任的曾文典對上新思維陸偉良、新民主同盟譚凱邦及新民黨黃超華，是當屆選舉中荃灣區議會最多候選人的選區，使本區成為焦點，加上馬灣珀麗灣居民多次爭取自成一個選區成功，居民亦主動投票，使本區為當屆荃灣最高投票率的選區。最後譚凱邦以接近半數的1,668票勝選，黃超華得1,056票，而爭取連任的曾文典只得529票大敗，陸偉良僅得193票。
2019年區議會選舉，譚凱邦擊敗建制派兼中銀香港業務策劃經理黃俊揚及民主派兼珀麗灣業主委員會前主席倫智偉，成功連任。然而2021年3月，譚凱邦因涉及香港民主派初選大搜捕而被扣留，扣留期間退出新民主同盟，2021年4月20日，譚經社交媒體facebook宣布辭任區議員職務，而政府則在5月7日刊憲宣佈本區議席於4月20日懸空。

## 歷屆議員
| 屆別                  | 議員   | 政治聯繫 | 政治聯繫      |
| --------------------- | ------ | -------- | ------------- |
| 2016年－2019年        | 譚凱邦 |          | ND 新民主同盟 |
| 2020年－2021年4月19日 | 譚凱邦 |          | ND 新民主同盟 |
| 2021年4月20日－2023年 | 懸空   | 懸空     | 懸空          |

## 歷屆選舉結果
| 政党   | 政党       | 候选人    | 票数  | %     | ±      |
| ------ | ---------- | --------- | ----- | ----- | ------ |
|        | 新民主同盟 | ①. 譚凱邦 | 3,538 | 69.09 | ▲20.69 |
|        | 建制派     | ②. 黃俊揚 | 1,493 | 29.15 | 不適用 |
|        | 獨立       | ③. 倫智偉 | 90    | 1.76  | 不適用 |
| 多数票 | 多数票     | 多数票    | 2,045 | 39.93 | 不適用 |

| 政党   | 政党       | 候选人    | 票数  | %     | ±      |
| ------ | ---------- | --------- | ----- | ----- | ------ |
|        | 獨立       | ①. 曾文典 | 529   | 15.35 | 新選區 |
|        | 新思維     | ②. 陸偉良 | 193   | 5.60  | 新選區 |
|        | 新民主同盟 | ③. 譚凱邦 | 1,668 | 48.40 | 新選區 |
|        | 新民黨     | ④. 黃超華 | 1,056 | 30.64 | 新選區 |
| 多数票 | 多数票     | 多数票    | 612   | 17.76 | 新選區 |